# Khanato di Khoy
Il khanato di Khoy (in persiano خانات خوی‎) è stato un khanato iraniano dell'Azerbaigian persiano. La città di Khoy era abitata e governata dal clan Donboli, una tribù curda originaria dell'Anatolia. Nel 1530 Hajji Beg Donboli, figlio dello sceicco Ahmad Beg, ricevette il governo su Khoy e Sokmanabad per conto dello Shah Tahmasp II stabilendo il dominio della sua famiglia su tutta l'area e anche sulla città di Tabriz, dove un altro ramo governava il khanato di Tabriz.

## Linea dei Khan di Khoy
- Shahbaz Khan I (discendente di Hajji Beg), morto nel 1731, 1º Khan di Khoy
- Najaf Qoli Khan I (suo figlio), nato nel 1713, † 1785, r. 1731–1785, 1734 entrò in servizio per Nader Shah e divenne capo moschettiere, prese parte alla campagna in India, intitolata amir ol-'omara (lett . "Comandante dei comandanti"), 1742-1785 beglerbegi (governatore generale) di Tabriz, 1769 governatore di Khoy, 2º Khan di Khoy
- Shahbaz Khan II (suo nipote), † 1773, 1744 si unì a suo zio ed entrò al servizio di Nader Shah Afshar, nel 1750 alleato con Azad Khan afghano, nel 1757 alleato con Mohammad Hassan Khan Qajar (padre di Muḥammad Khān Qājār), nel 1762 alleato con Karim Khan, nel 1747–1763 governatore di Khoy e Salmas, 3º Khan di Khoy
- Ahmad Khan (suo fratello), * 1735, † 1786, 1763–1786 governatore di Khoy, 4º Khan di Khoy
- Hossein Qoli Khan (suo figlio), * 1756, † 1798, 1786–1793 e 1797-1798 governatore di Khoy, 1791 alleato con Agha Mohammad Khan e la sua dinastia Qajar, divenne governatore di Tabriz, Khoy e Ardabil; nel 1792 intitolato amir ol- 'omara ("comandante in capo") e beglerbegi ("governatore generale") dell'Azerbaigian, nel 1793 cadde in disgrazia ma nel 1797 fu reintegrato da Fath Ali Shah in tutti i ruoli, 5º Khan di Khoy
- Jafar Qoli Khan (suo fratello), † 1814, 1793–1797 e 1798–1799 governatore di Khoy, emigrò nel 1800 in Russia e divenne governatore nel 1806-1814 di Shaki, 6º Khan di Khoy. Suo nipote, Fatali Khan Khoyski, divenne nel 1918 il primo primo ministro della Repubblica Democratica dell'Azerbaigian
- Mohammad Sadegh Khan (figlio di Hossein Qoli Khan), amir ol-'omara, governatore dell'Azerbaigian nel 1798–1813, 7º Khan di Khoy.[1][3][4]